# 三果木
三果木（學名：Terminalia arjuna），又名阿江欖仁、佛木、阿順那樹、阿周那木、訶子，是一種常綠喬木，屬於使君子科欖仁屬，原產於印度半島，分布於印度、斯里蘭卡、緬甸等地，於1910年代引進台灣。可作為行道樹及觀賞用，樹皮可作為中藥。

## 概論
相傳龍樹的姓名來自此樹。

## 經濟價值

### 木材
木材可作建材與製造家具器具使用。樹皮可作為染料。

### 藥用
在中藥中，三果木樹皮可作為藥用，性味辛甘平，據稱有補氣活血，解毒斂瘡效果，用於治療體虛氣少，跌打損傷，以及瘡瘍。